# Eva Irrgang
Eva Irrgang (* 21. April 1957 in Dortmund) ist eine deutsche Politikerin der CDU. Sie ist hauptamtliche Landrätin des Kreises Soest.

## Leben und Beruf
Irrgang absolvierte eine Ausbildung zur Industriekauffrau. Nach dem erfolgreichen Abschluss arbeitete sie zunächst bei der Firma IBM. Danach war sie bis zur Wahl am 12. September 2007 zur hauptamtlichen Landrätin in der Geschäftsführung des familieneigenen IT-Unternehmens tätig. Irrgang wohnt in Wickede (Ruhr). Sie ist verheiratet und hat einen Sohn.

## Politische Laufbahn
Irrgang ist seit 1991 Mitglied der CDU. 1994 wurde sie in den Kreistag des Kreises Soest und gleichzeitig in den Rat der Gemeinde Wickede gewählt. Von 1999 bis 2004 war sie stellvertretende Landrätin. Im Jahr 2005 bis zur Wahl als Landrätin war sie Fraktionsvorsitzende der CDU-Fraktion im Kreistag des Kreises Soest. Seit 2004 ist sie Mitglied der Landschaftsversammlung Westfalen-Lippe.
Im Juni 2011 wurde Irrgang von der Beauftragten der Bundesregierung für Migration, Flüchtlinge und Integration, Staatsministerin Maria Böhmer, als Vertreterin der kommunalen Spitzenverbände in den Bundesbeirat für Integrationberufe berufen. Sie war Mitglied der 17. Bundesversammlung.